# Jørgen Hansen (cyclisme)
Pour les articles homonymes, voir Jørgen Hansen.
Jørgen Emil Hansen (né le 7 décembre 1942 à Copenhague) est un coureur cycliste danois. Il a notamment été champion du monde du contre-la-montre par équipes en 1966. Il a participé trois fois aux Jeux olympiques, en 1968, 1972 et . Il a obtenu la médaille de bronze du contre-la-montre par équipes aux Jeux de 1976.

## Palmarès
- 1963
  - 2e du championnat du Danemark sur route
- 1966
  -  Champion du monde du contre-la-montre par équipes
  - 3e de l'Olympia's Tour
  - 3e du championnat du Danemark sur route
- 1967
  - 2e du championnat des Pays nordiques du contre-la-montre par équipes
  -  Médaillé d'argent du championnat du monde du contre-la-montre par équipes
  - 4e du championnat du monde sur route amateur
- 1968
  -  Champion du Danemark du contre-la-montre par équipes
  - 2e du championnat des Pays nordiques du contre-la-montre par équipes
- 1969
  - 4e étape du Tour de Suède
  - 2e du championnat des Pays nordiques du contre-la-montre par équipes
  -  Médaillé d'argent du championnat du monde du contre-la-montre par équipes
- 1970
  - Champion des Pays nordiques du contre-la-montre par équipes
- 1971
  - 2e du Berliner Etappenfahrt
  - 2e du Archer Grand Prix
- 1972
  - Archer Grand Prix
  -  Champion du Danemark du contre-la-montre par équipes
  - 3e du championnat des Pays nordiques du contre-la-montre par équipes
- 1973
  - Champion des Pays nordiques sur route
  - Archer Grand Prix
  - 2e du championnat du Danemark de cyclo-cross
  - 3e du Tour de Rhénanie-Palatinat
  - 9e du championnat du monde sur route amateur
- 1975
  -  Champion du Danemark sur route
  -  Champion du Danemark du contre-la-montre par équipes
- 1976
  - 2e du championnat des Pays nordiques sur route
  -  Médaillé de bronze du contre-la-montre par équipes des Jeux olympiques
  - 3e du championnat du Danemark du contre-la-montre par équipes
- 1979
  - Archer Grand Prix
- 1980
  - 2e du championnat du Danemark sur route
- 1982
  - 2e du championnat du Danemark du contre-la-montre par équipes

## Récompenses
- Cycliste danois de l'année en 1976 (avec l'équipe danoise de contre-la-montre par équipes)